# キスイガメ
キスイガメ（Malaclemys terrapin）は、爬虫綱カメ目ヌマガメ科キスイガメ属に分類されるカメ。本種のみでキスイガメ属を構成する。別名ダイヤモンドガメ。

## 分布
アメリカ合衆国、イギリス（バミューダ島）
M. t. terrapin　キタキスイガメ
アメリカ合衆国（コネチカット州南部、デラウェア州東部、ニュージャージー州東部、ニューヨーク州東部、ノースカロライナ州北東部、バージニア州東部、マサチューセッツ州東部、ロードアイランド州）
模式標本の産地（模式産地）はロングアイランド（ニューヨーク州）。
M. t. centrata　カロリナキスイガメ
アメリカ合衆国（サウスカロライナ州東部、ジョージア州東部、ノースカロライナ州南東部、フロリダ州ボルーシャ郡以北）
模式産地はチャールストン周辺（サウスカロライナ州）。
M. t. littoralis　テキサスキスイガメ
アメリカ合衆国（テキサス州南東部）固有亜種
模式産地はアランサス郡（テキサス州）
M. t. macrospilota　ニシキキスイガメ
アメリカ合衆国（フロリダ州西部のウォルトン郡以南）固有亜種
模式産地はシャーロット・ハーバー（フロリダ州シャーロット郡）。
M. t. pileata　ミシシッピキスイガメ
アメリカ合衆国（アラバマ州南部、ミシシッピ州南部、フロリダ州ウォルトン郡以北、ルイジアナ州南部）固有亜種
模式産地はニューオーリンズ（ルイジアナ州）。
M. t. rhizophorarum　マングローブキスイガメ
アメリカ合衆国（フロリダ・キーズ諸島）固有亜種

M. t. tequesta　ヒガシフロリダキスイガメ
アメリカ合衆国（フロリダ州東部のボルーシャ郡以南）固有亜種
模式産地はマイアミビーチ（フロリダ州）。亜種小名tequestaは16世紀まで模式産地に居住していた先住民Tequesta（Tekesta）族に由来する。

## 形態
最大甲長23.8センチメートル。オスよりもメスのほうが大型になり、オスは最大甲長15.3センチメートル。古い甲板がはがれおちずに蓄積することが多く、成長輪は明瞭な個体が多い。項甲板はやや大型で、後方がやや幅広い等脚台形。椎甲板は縦幅より横幅の方が長く（第2-4椎甲板で顕著）、第3椎甲板が最も幅広い。椎甲板には筋状の盛り上がり（キール）があり、老齢個体でも消失することはまれ。後部縁甲板の外縁はやや鋸状に尖る。英名や別名は、背甲の成長輪や斑紋がダイヤモンドの形や模様に見える事が由来とされる。左右の喉甲板の間には切れこみが入らないか、わずかに切れこみが入る個体もいる。左右の肛甲板の間には切れこみが入る。
涙腺が発達し、体内の塩分を濃縮させ排出する事ができる。頭部背面は紡錘型の大型鱗で覆われる。顎の先端は凹まないか、わずかに凹む。咬合面に稜や突起がなく、顎を覆う角質（嘴）にも鋸状の突起がない。四肢は頑丈で、指趾の間には水かきが発達する。尾は短い。
卵は長径2.6-4.2センチメートル、短径1.6-2.7センチメートルで、ピンクがかった白い皮革状の殻で覆われる。幼体はキールが明瞭だが、成長に伴い（特にメス）不明瞭になる。孵化直後の幼体は縁甲板外縁に突起がないが、やや成長すると尖り、成長に伴い再び不明瞭になる。
幼体やオスは背甲がやや扁平。オスの成体は頭部が中型で吻端がわずかに突出し、咬合面はやや狭い。オスは尾が太くて長く、尾をまっすぐに伸ばした状態では総排泄口全体が背甲の外側に位置する。
メスの成体は背甲が幅広くややドーム状に盛り上がるがキールが不明瞭になる。メスの成体は頭部が大型で吻端が突出せず、咬合面は幅広い。尾が細いうえに短く、尾をまっすぐに伸ばしても総排泄口が背甲よりも内側にある。
M. t. terrapin　キタキスイガメ
背甲は第8縁甲板で最も幅が広くなる幅広い卵型。キールはあまり発達しない。背甲の色彩は暗褐色や明褐色、淡褐色一色や、明色の輪状や渦巻き状の斑紋が入る個体もいるなど変異が大きい。腹甲の色彩は橙色や黄褐色、灰黄色。
皮膚の色彩は灰白色や淡灰色、淡い緑褐色などで、黒く細かい斑点が入る個体が多い（短い筋模様が入ったり、斑点が不明瞭な個体もいる）。上顎や下顎を覆う角質（嘴）の色彩は灰白色や淡黄色。頭部背面の大型鱗の色彩は頭部の色彩とほぼ同じ個体が多いが、白や灰褐色の個体もいる。
M. t. centrata　カロリナキスイガメ
背甲は第6-7縁甲板で最も幅が広くなる細長い俵型。キールはあまり発達しない。背甲の色彩は暗褐色や緑褐色、明褐色、淡褐色一色や、暗色の輪状や渦巻き状の斑紋が入る個体もいるなど変異が大きい。腹甲の色彩は橙色や黄褐色、灰黄色。
皮膚の色彩は灰白色や淡灰色、淡い緑褐色などで、黒く細かい斑点か大型の暗色斑が入る。嘴の色彩は灰白色や淡黄色。頭部背面の大型鱗の色彩は白や灰白色。
M. t. littoralis　テキサスキスイガメ
背甲は第6-7縁甲板で最も幅が広くなる細長い俵型。甲高は中央部より後方で最も高くなる。キールが発達し後部で瘤状になる。腹甲の色彩は淡黄色や薄白色。
皮膚の色彩は白や灰白色、暗灰色で、黒い斑点が入る。上顎や下顎を覆う角質（嘴）の色彩は白や灰白色で、上顎の嘴には不明瞭な暗色の斑紋が入る個体もいる。頭部背面の大型鱗の色彩は白や灰色だが、橙色や褐色の個体もいる。
M. t. macrospilota　ニシキキスイガメ
背甲は第6-7縁甲板で最も幅が広くなるやや幅広い俵型。甲高は中央部より前方で最も高くなり、ややドーム状に盛りあがる。キールが発達し後部で瘤状になる。背甲の色彩は黒や暗褐色で、中央部に黄色やオレンジ色の斑紋が入る。腹甲の色彩は黒や暗褐色で、外縁やシームの周辺の一部は橙色や黄褐色。
皮膚の色彩は白や灰白色、淡いピンク色で、黒い斑点が入る。頭部には斑紋がないか、小型で不明瞭。上顎や下顎を覆う角質（嘴）の色彩は白や灰白色。頭部背面の大型鱗の色彩は白や灰白色、淡いピンク色、橙色。
M. t. pileata　ミシシッピキスイガメ
背甲は第6-7縁甲板で最も幅が広くなる俵型。甲高は中央部より前方で最も高くなる。キールが発達し後部で瘤状になる。腹甲の色彩は黄色や黄褐色で、甲板ごとに黒や暗褐色の斑紋が入る。
皮膚の色彩は灰色や暗灰色で、黒い斑点が入る。上顎や下顎を覆う角質（嘴）の色彩は灰白色や灰褐色で、上顎の嘴には暗色の斑紋が入る。頭部背面の大型鱗の色彩は黒や暗褐色。亜種小名pileataは「帽子をかぶった」の意で、頭部背面にある暗色の大型鱗に由来すると考えられている
M. t. rhizophorarum　マングローブキスイガメ
背甲は第6-7縁甲板で最も幅が広くなる細長い俵型。キールが発達し後部で瘤状になる。腹甲の色彩は橙色や黄褐色。
皮膚の色彩は灰色や灰白色で、黒い斑紋や不規則な筋模様が入る。上顎や下顎を覆う角質（嘴）の色彩は灰白色や灰褐色。頭部背面の大型鱗の色彩は黒や暗褐色。
M. t. tequesta　ヒガシフロリダキスイガメ
背甲は第6-7縁甲板で最も幅が広くなる俵型。甲高は中央部より前方で最も高くなる。キールが発達する。腹甲の色彩は黒や暗褐色で、外縁やシームの周辺は橙色や黄褐色。
皮膚の色彩は灰色や淡灰色、暗灰色で、黒い斑紋や不規則な筋模様が入る。上顎や下顎を覆う角質（嘴）の色彩は灰白色や灰褐色で、上顎の嘴には暗色の斑紋が入る。

## 分類
形態やミトコンドリアDNAの塩基配列による分子系統学的解析からチズガメ属と単系統群を形成すると考えられている。この2属からなる単系統群はアカミミガメ属の一部から分化した可能性が高いと考えられている。
種内では形態やミトコンドリアDNAの制限酵素、塩基配列による分子系統学的解析から、フロリダ半島東部を境界線（さらに北部とする説もあり）とした2グループに分かれると考えられている。個体変異や地理変異が大きく分布域に対して比較的多い7亜種に分かれるが、これは生息域が汽水域に限られるため各個体群間の交流が制限され分化が起こりやすいためと考えられている。一方で亜種間における分布の境界が不明瞭、形態が類似するうえに個体変異が大きく中間型の個体が多く見られる、分子系統学的解析でも亜種間、上記の2グループ間でも顕著な形態的・遺伝的差異がないといった問題点もある。
バミューダ島の隔離個体群は人為移入個体群とする説もあった。この隔離個体群は形態やミトコンドリアDNAの塩基配列による分子系統学解析から、亜種カロリナキスイガメに近縁か亜種カロリナキスイガメと考えられている。バミューダ島で発見された半化石が放射性炭素年代測定法による解析から1620年以前に死亡した個体とされること、バミューダ島は1609年に難破したことがきっかけで1612年に入植がはじまる以前は無人島であったこと、本種が主に食用とされたのが18世紀以降であることから、偶然漂流した個体が定着・繁殖した説が有力とされる。バミューダ島に漂流した個体が定着したのは、地層内にあった花粉の調査から3,000年前にマングローブ林が形成されて以降と推定されている。
- Malaclemys terrapin terrapin　(Schoepf, 1793)　キタキスイガメ　Northern diamondback terrapin
- Malaclemys terrapin centrata　(Latreille, 1802)　カロリナキスイガメ　Carolina diamondback terrapin
- Malaclemys terrapin littoralis　(Hay, 1904)　テキサスキスイガメ　Texas diamondback terrapin
- Malaclemys terrapin macrospilota　(Hay, 1904)　ニシキキスイガメ　Ornata diamondback terrapin
- Malaclemys terrapin pileata (Wied-Neuwied, 1865)　ミシシッピキスイガメ　Mississippi diamondback terrapin
- Malaclemys terrapin rhizophorarum　Fowler, 1906　マングローブキスイガメ　Mangrove diamondback terrapin
- Malaclemys terrapin tequesta　Schwartz, 1955　ヒガシフロリダキスイガメ　Florida  east coast diamondback terrapin

## 生態
塩性湿原や干潟、入江、河口、三角州、潟湖などの汽水域に生息し、和名の由来になっている。亜種マングローブキスイガメやバミューダ島の個体群はマングローブ林に生息する。野生下では淡水域や海洋に生息することは極めてまれ（一時的あるいは）。尿の量や濃度、皮膚からの水分の消失、体液の浸透圧を調整することで、塩分濃度の異なる場所へ移動することができる。昼行性で、日光浴を行うことも好む。南部個体群は夏季に水場が干上がったり、水温や塩分濃度が上昇しすぎると泥中で休眠することもある。冷帯域や温帯域に分布する個体群は冬季になると水中の落ち葉や泥の中で冬眠するが、陸上で冬眠する事もある。熱帯域に分布する個体群は冬季は不活発になるものの、周年活動する。
食性は動物食傾向の強い雑食で、主に動物の死骸を食べるが、魚類、昆虫、甲殻類（ヨコエビなど）、小型の巻貝、環形動物などの生体も食べる。メスは硬い殻で覆われた貝類（タマキビ属、二枚貝など）や甲殻類（エボシガイ、カメノテ類、フジツボ類など）も破砕して食べる。塩分濃度の高い汽水内では飲水は行わず、塩分濃度の低い場所に移動して飲水すると考えられている。
繁殖形態は卵生。主に3-5月の昼間に水面でオスがメスの総排泄口の臭いを嗅いだり吻端を摺り寄せて、メスが受け入れると交尾を行う。4-7月に塩性湿原の周辺や中州に、1回に4-22個の卵を年に2-5回に分けて卵を産む。卵は野生下ではニュージャージー州の個体群で61-104日、フロリダ州の個体群で20-34℃の環境下で60-73日で孵化する。飼育下では24.5-26℃の環境下で約82日、28.5-29.5℃の環境下で54日で孵化した例がある。性染色体を持たず発生時の温度により性別が決定（温度依存性決定）し、24℃ではオスのみ、30℃ではメスのみが産まれた例がある。オスは生後3年（甲長9センチメートル）、メスは生後6年以上（甲長13-17センチメートル）で性成熟する。

## 人間との関係
種小名terrapinは、アルゴンキン語族の言語で「食用ガメ」を指すtoropeに由来する。アメリカ合衆国では本種を単にterrapinと呼称することもあるが、アメリカ合衆国以外の英語圏ではterrapinは淡水や汽水に生息する別種あるいはその総称として用いられることもある。
食用とされる事もある。17世紀までは一部の先住民が、17世紀にはヨーロッパから移入した労働者や奴隷も食用とした。19世紀から中流階級以上で本種を材料としたスープのブームが起こったため大量に食べられるようになり、1880-1920年代にその価格は最盛期を迎えた。この時期にはアメリカ合衆国沿岸部だけではなく国内の内陸部、カリブ諸島、ヨーロッパへも食用として輸出された。19-20世紀初頭にかけては食用に養殖も試みられた。1929年の世界恐慌によるグルメブームの沈静化、生息数の減少それに伴う価格の高騰により食用とされることは少なくなった。
開発や埋め立てによる生息地の破壊、生息地の淡水化、カニ漁による混獲、食用やペット用の採集などにより生息数は減少している。19世紀には食用の乱獲によりまず都市部近郊であったアメリカ合衆国北東部の個体群が激減し、後に生息地全体で生息数が減少した。北東部の個体群は開発による生息地の破壊も重なったことにより、絶滅もしくは見かけることがまれとなった。外来種のアカヒアリによる卵や幼体の捕食、ユーラシア型アシによる淡水化などによる生息数の減少も懸念されている。亜種マングローブキスイガメは生息地の大部分が保護地域内にあり、生物の採集が厳しく制限されている。
ペットとして飼育されることもあり、日本にも輸入されていた。まれに野生個体も流通していたが、主に飼育下繁殖個体が流通する。